# Mach crític

Patrons de flux transonic en una ala d'avió que mostra els efectes en el Mach crític.

Es denomina  Mach crític  al nombre de Mach de vol d'una aeronau en el qual el punt de màxima velocitat actual del fluid (aire) que l'envolta arriba a la velocitat del so. Això últim equival al fet que en aquest punt (el punt de màxima velocitat local de l'aire) s'arriba a un Mach igual a 1. Cal destacar que la velocitat de l'aire a què ens referim és la velocitat de l'aire respecte de l'aeronau, no respecte de terra.
El nombre de Mach crític de qualsevol aeronau és sempre inferior a 1, ja que en el camp fluid que envolta la mateixa sempre hi ha punts en què la velocitat local és més gran que la velocitat de vol.

## Mach crític de diverses aeronaus
En el cas d'helicòpters, encara que en el seu vol d'avanç s'arribi a un Mach de vol molt inferior a 1, el camp fluid al voltant del rotor es veu afectat pel gir a altes revolucions de les pales, i en la punta de les mateixes el Mach local és molt superior al de vol. Per aquest motiu el Mach crític dels helicòpters és de l'ordre de 0.3
En el cas d'avions turbohèlice el Mach crític és més gran que el dels helicòpters gràcies al fet que el diàmetre de les hèlixs propulsores és bastant menor que el d'un rotor. El Mach crític sol ser de l'ordre de 0.6.
Finalment, el cas d'avions amb motor de reacció és, les condicions crítiques s'assoleixen a la regió de les ales. Les ales estan formades per perfils aerodinàmics que acceleren el corrent sobre l'extradós del perfil i la frenen a l'intradós, de manera que el punt on s'assoleixen les condicions crítiques sol trobar-se sobre l'extradós de l'ala. En aquest cas el nombre de Mach crític és més elevat i és de l'ordre de 0.75.
Quan en una aeronau propulsada per hèlixs (avió, helicòpter, convertiplà), en algun punt d'una hèlix es dona M = 1, es creen una sèrie de turbulències que fan baixar enormement lel seu rendiment i que fins i tot poden provocar l'entrada en pèrdua de l'aeronau. Per tant, el Mach crític d'una d'aquestes aeronaus ens dona una idea de la velocitat màxima que pot assolir sense que apareguin les esmentades turbulències.
El nombre de Mach crític és el punt de partida del règim transònic. A causa de l'augment considerable de la resistència aerodinàmica que els perfils pateixen quan volen al voltant de la velocitat del so, el Mach crític és una primera aproximació a la velocitat màxima de vol de qualsevol aeronau que hagi estat dissenyada per volar per sota de la velocitat del so.